# Bobby Timmons
Robert Henry "Bobby" Timmons (Filadelfia, 19 de diciembre de 1935 - Nueva York, Estados Unidos, 1 de marzo de 1974) fue un pianista y compositor de jazz. Es conocido especialmente como miembro de los Jazz Messengers de Art Blakey (1958 - 1961) y compositor de temas de gospel soul jazz como "Moanin'", "Dat Dere" y "This Here". También tocó junto a Cannonball Adderley, Chet Baker, Kenny Dorham (con quien realizó sus primeras grabaciones en un álbum en vivo de mayo de 1956), Hank Mobley, Lee Morgan, Donald Byrd, Kenny Burrell, Sonny Stitt y Maynard Ferguson. 

## Formación
Timmons nació en Filadelfia, Pensilvania, hijo de un predicador. Sus padres, y varias tías y tíos, tocaban el piano. Desde temprana edad Timmons estudió música con un tío, Robert Habershaw, quien también enseñó a McCoy Tyner. Timmons primero tocó en la iglesia donde su abuelo era ministro, esto influenció su forma posterior de tocar jazz. Creció en la misma área que otros músicos futuros, incluyendo a los hermanos Heath, Jimmy, Percy, y Tootie. Las primeras actuaciones profesionales de Timmons fueron en su área local, a menudo con un trío que incluía Tootie Heath en la batería. Después de graduarse de la escuela secundaria, Timmons recibió una beca para estudiar en la Academia Musical de Filadelfia.

## De 1954 a la primavera de 1961
Timmons se trasladó a Nueva York en 1954. Tocó con Kenny Dorham en 1956, haciendo su debut de grabación con el trompetista en vivo en mayo de ese año. Después pasó a tocar y grabar con Chet Baker en 1956-57 (el bajista Scott LaFaro formaba parte de esta banda durante un tiempo), Sonny Stitt en 1957, y Maynard Ferguson en 1957-58. También registró como sideman con Curtis Fuller, Hank Mobley, y Lee Morgan, todos para el sello Blue Note en 1957.
Timmons se hizo más conocido como miembro de la banda Art Blakey and The Jazz Mensengers, de la que formó parte de julio de 1958 a septiembre de 1959, incluso para una gira por Europa. Fue reclutado para los mensajeros por el saxofonista Benny Golson, quien dijo que "era inventivo, [...] podía tocar el bebop y podía tocar funky - podía tocar un montón de cosas, y pensé que no había tenido a nadie como Bobby, que podía ir aquí o allí, en lugar de caminar en un solo pasillo". A finales de 1958, Timmons estaba compartiendo el apartamento East Sixth Street con Lee Morgan, un compañero de la banda, y el par había comprado un piano, lo que permitía a Timmons practicar y a Morgan trabajar en la composición. Después de unirse a la banda de Blakey, Timmons, junto con algunos de sus compañeros miembros de la banda, empezó a usar heroína. Timmons se unió a la banda de Cannonball Adderley, en octubre de 1959.
Timmons también fue conocido como compositor durante este período: La Enciclopedia del Jazz afirma que sus composiciones "Moanin" (del álbum 1958 del mismo título), "This Here" y "Dat Dere" "ayudaron a generar el término 'soul jazz' de finales de los 50 y principios de los 60. El primero fue escrito cuando Timmons estaba con Blakey; Los otros temas los compuso cuando estaba con Adderley. 
Timmons estaba insatisfecho con el dinero que había recibido de "This Here", y fue tentado en febrero de 1960 a dejar Adderley y regresar a la banda de Blakey por la oferta de más paga. Entonces apareció en otros álbumes bien conocidos con el baterista, incluyendo The Freedom Rider y The Witch Doctor. Su propio debut en la grabación como líder único fue This Here Is Bobby Timmons en 1960, que contenía sus primeras versiones de sus composiciones más conocidas. En el mismo año, tocó en grabaciones encabezadas por Nat Adderley, Arnett Cobb, y Johnny Griffin, entre otros.

## Del verano de 1961 a 1974
Timmons dejó a Blakey por segunda vez en junio de 1961, alentado por el éxito de sus composiciones, incluyendo el tema "Dat Dere", que Oscar Brown había grabado después de añadir la letra. Timmons entonces formó sus propias bandas, inicialmente con Ron Carter en el bajo y Tootie Heath en los tambores. Recorrieron los Estados Unidos, incluyendo la Costa Oeste, pero tocaron más en Nueva York y sus alrededores. En las etapas iniciales de este trío, a Timmons le gustaron los sonidos de grupo de los tríos dirigidos por Red Garland y Ahmad Jamal. Según Tootie Heath, Timmons estaba en el apogeo de su fama en ese momento, pero era adicto a la heroína, y gasto una gran cantidad del dinero que ganaba la banda para mantener su hábito.
En 1963 Timmons, tocando con Lewis Powers en el bajo y Ron McCurdy en la batería, fueron descritos por el crítico del Washington Post John Pagones como "flexibles y aventureros [...] sobre todo con un brillo innegable de la música espiritual." En 1965 el mismo crítico comentó que Timmons estaba empleando a músicos que eran de mucha menor habilidad: "Timmons carece de cierta pasión, pero me pregunto si esto no es culpa de sus acompañantes". Timmons empezó a tocar el vibráfono en medio de los años sesenta. Ocasionalmente tocaba el órgano, pero grabó sólo un tema en ese instrumento, una versión de 1964 de "Moanin '" en From The Bottom. Sus grabaciones como líder continuaron, por lo general como parte de un trío o cuarteto, pero, después de unirse a Milestone Records alrededor de 1967, Timmons publicó el álbum Got to Get It! que lo presentó como parte de un noneto, tocando arreglos de Tom McIntosh. 
La carrera de Timmons decayó rápidamente en los años 60, en parte debido al uso indebido de drogas y al alcoholismo y en parte como resultado de la frustración de ser juzgado un compositor e intérprete de piezas de música aparentemente sencillas. En 1968 hizo su segunda y última grabación para Milestone, Do You Know the Way?. En el año siguiente tocó en un cuarteto liderado por Sonny Red, con Dexter Gordon en uno de los retornos temporales del saxofonista a los EE. UU. desde Europa, y en un trío de respaldo a la gran vocalista Etta Jones. Timmons siguió tocando a principios de los años setenta, principalmente en grupos pequeños o en combinación con otros pianistas, y principalmente en el área de Nueva York.
Según el saxofonista Jimmy Heath, Timmons se unió a la big band de Clark Terry para una gira por Europa en 1974. Estaba enfermo y bebió en el avión a Suecia, y cayó mientras bebía en el bar antes del primer concierto de la banda, en Malmö. Susceptible a la coagulación de la sangre, fue enviado de vuelta a los Estados Unidos. El 1 de marzo de 1974, murió de cirrosis, a la edad de 38 años, en el Hospital de San Vicente en Nueva York. [6] [34] Había estado en el hospital por un mes. [22] Fue enterrado en Filadelfia, [35] y fue sobrevivido por su esposa, Estelle, y su hijo, también llamado Bobby. [34]

## Composiciones y estilo
Timmons escribió "un buen número de melodías funky infecciosas", dijo Giddins en el Village Voice. Timmons rechazó la idea de ser deliberadamente un compositor: "Soy un diletante como compositor. Nunca me he sentado conscientemente y he tratado de escribir una canción". Afirmó que su método para componer una canción nueva podría implicar "silbar, jugar con las notas o improvisar en un club". Una explicación de la creación de "Moanin" fue dada por Golson: "Timmons tenía los primeros ocho compases, que tocaba a menudo entre melodías, pero formó la canción completa solamente después de que yo lo animara a agregar un desarrollo".
Timmons era conocido por usar acordes de bloques, "un estilo en el que la mano derecha crea la melodía y la mano izquierda se mueve con el ritmo de la mano derecha, pero no cambia de voz excepto para acomodar los cambios de acordes". En ese estilo era más agresivo, y menos melódico, que Red Garland. La Penguin Guide to Jazz sugirió que "el estilo característico de Timmons era un funk con acentos gospel, más rico en pura energía que en sofisticación armónica." En la opinión de Scott Yanow, estilísticamente, "de alguna manera Bobby Timmons nunca creció más allá de donde estaba en 1960". Gary Giddins, sin embargo, destacó otras facetas de Timmons:" las baladas inspiradas en Bud Powell eran exuberantes, sus líneas largas claras, agudas, poco sentimentales." Carter también identificó a Powell como una influencia primaria en Timmons, y comentó que su compañero en el trío "era muy generoso, muy leal, tocando todas las noches como si fuera su última oportunidad de hacerlo bien".
Los aspectos funky del juego de Timmons influenciaron a otros pianistas, incluyendo a Les McCann, Ramsey Lewis y Benny Green. Timmons se menciona a menudo como subvalorado; el escritor Marc Myers de la revista Jazz comentó en 2008 que "hoy, la contribución de Timmons al jazz - como acompañante, autor, líder e innovador de un nuevo sonido - es inmensamente pasada por alto y subestimada."

## Discografía

### Como Líder
- This Here Is Bobby Timmons (1960)
- Soul Time (1960)
- In Person (1961)
- Easy Does It (1961)
- Sweet and Soulful Sounds (1962)
- Born to Be Blue! (1962)
- From the Bottom (1964)
- Moanin' Blues (1964)
- Workin' Out (1965)
- Quartets and Orchestra (2001)
- Prestige Trio Sessions (2003)

### Como Acompañante
con Art Blakey
- Moanin' (1958)
- Drums Around The Corner (1958)
- 1958 - Paris Olympia (1958)
- Les Liasons Dangereuses (1959)
- The Big Beat (1960)
- Like Someone in Love (1960)
- A Night In Tunisia (1960)
- Meet You At The Jazz Corner Of The World (1960)
- The Witch Doctor (1961)
- The Freedom Rider (1961)

Con Chet Baker
- 1956 : Chet Baker Quintette
  - Chet Baker & Crew
  - Chet Baker Big Band

Con Kenny Dorham
- 1956 : 'Round About Midnight at the Cafe Bohemia, vol. 1, 2 et 3
- 1962 : Matador

Con Anthony Ortega
- 1956 : Jazz for Young Moderns

Con Maynard Ferguson
- 1957 : Boy with Lots of Brass

Con Curtis Fuller
- 1957 : The Opener

Con Hank Mobley
- 1957 : Hank

Con Lee Morgan
- 1957 : The Cooker
- 1960 : Lee-Way

Con Sonny Stitt
- 1957 : Personal Appearance

Con Pepper Adams
- 1958 : 10 to 4 at the 5 Spot

Con Kenny Burrell
- 1958 : Blue Lights, vol. 1 et 2
- 1958 : On View at the Five Spot Cafe

Con Benny Golson
- 1958 : Benny Golson and the Philadelphians

Con Cannonball Adderley
- 1959 : The Cannonball Adderley Quintet in San Francisco
- 1960 : Them Dirty Blues

Con Art Farmer
- 1959 : Brass Shout

Con Nat Adderley
- 1960 : Work Song

Con Joe Alexander
- 1960 : Blue Jubilee

Con Arnett Cobb
- 1960 : More Party Time
  - Movin' Right Along

Con Johnny Griffin
- 1960 : The Big Soul-Band

Con Sam Jones
- 1959 : The Soul Society

Con Dizzy Reece
- 1960 : Comin' On!

Con The Young Lions
- 1960 : The Young Lions

Con The Riverside Jazz Stars
- 1961 : A Jazz Version of Kean

Con Johnny Lytle
- 1961 : Nice and Easy